# Uistiti srebrzysta
Uistiti srebrzysta, marmozeta biała (Mico argentatus) – gatunek ssaka naczelnego z rodziny pazurkowcowatych (Callitrichidae).

## Taksonomia
Gatunek po raz pierwszy zgodnie z zasadami nazewnictwa binominalnego opisał w 1771 roku szwedzki przyrodnik Karol Linneusz, nadając mu nazwę Simia argentata. Miejsce typowe według oryginalnego opisu to „Brazylia” (łac. Habitat in Brasilia), ograniczone w 1969 roku do Camety u lewego brzegu Tocantins, Pará, Brazylia. Swój opis Linneusz oparł na „Le petit singe de para” Mathurina Jacques’a Brissona z 1756 roku i „Le mico” Georges’a-Louisa Leclerca de Buffona z 1767 roku, które z kolei opierają się na opisie żyjącego osobnika autorstwa Charles’a Marie de La Condamine’a, który odłowił go w 1743 roku. Ów żywy osobnik został następnie wysłany do Francji, jednak zmarł podczas podróży. Został potem zakonserwowany w spirytusie i przekazany do muzeum M. Réaumura w Paryżu, gdzie w późniejszym czasie trafił do zbiorów Muzeum Historii Naturalnej w Paryżu. Okaz typowy to zamontowana skóra samca (sygnatura MNHN-ZM-2007-1511).
Autorzy Illustrated Checklist of the Mammals of the World uznają uistiti srebrzystą za gatunek monotypowy.

### Etymologia
- Mico: lokalna nazwa Mico używana nad rzeką Orinoko oznaczająca długoogoniastą małpę[15].
- argentatus: łac. argentatus „ozdobione srebrem, srebrny”, od argentum, argenti „srebro”[16].

## Zasięg występowania
Uistiti srebrzysta występuje na obszarach brazylijskiej Amazonii, na południe od Amazonki między dolnymi biegami rzek Tocantins i Tapajós, na południe wzdłuż prawego brzegu Tapejós do rzeki Cupari i lewego brzegu Tocantins do około 4° na południe oraz pomiędzy Xingu i Tocantins; populacje ograniczone przez podgórskie i górskie lasy brazylijskiej tarczy kontynentalnej.

## Morfologia
Długość ciała (bez ogona) 20–22 cm, długość ogona 26–33 cm; masa ciała samic średnio 406 g (n = 9), samców średnio 349 g (n = 11). Futro uistiti srebrzystej jest blado srebrzysto-szare w górnych częściach i kremowo-żółto w dolnej części ciała, przy czym oba kolory są od siebie mocno rozgraniczone. Głowa jest koloru kremowo-białego, dłonie i stopy są nieco ciemniejsze niż ciało natomiast ogon jest całkowicie czarny i nie posiada pierścieni. Skóra na twarzy i uszach są posiada futra i jest różowawo-czerwona, często pokryta nieregularnymi czerwonymi plamami. Zewnętrzne narządy płciowe są czerwone.

## Ekologia
Zamieszkują obrzeża amazońskich lasów deszczowych, z polanami i pasami drzew wzdłuż rzek. Niektóre populacje zamieszkują też gęste lasy deszczowe. Są aktywne w ciągu dnia. Większość życia spędzają na drzewach, po których poruszają się zwinnie i szybko. Na drzewa wdrapują się dzięki długim, wygiętym pazurom. Spotyka je się niekiedy na otwartych łąkach na skraju lasu. Grupa składa się z 3–8 dorosłych zwierząt i kilku osobników młodocianych. Grupie przewodzi dominująca samica. Obie płcie znakują swoje terytorium i chronią je przed innymi grupami. Marmozety białe śpią przytulone do siebie. Są trudne do odkrycia, gdyż często wykorzystują białą korę drzew jako tło maskujące. Na pożywienie tych zwierząt składają się owoce, sok drzew oraz owady.

### Rozród
Ciąża u marmozet białych trwa około 140–145 dni. Po tym czasie na świat przychodzą 1–2, rzadko 3 młode. Masa urodzeniowa nowo narodzonych małp wynosi około 30 g. Młodymi osobnikami opiekuje się zarówno samica, jak i samiec. Po 6 miesiącach młode są już w miarę samodzielne. Dojrzałość płciową osiągają po około 1,5 roku życia.

## Populacja
Mimo niewielkiego obszaru występowania, zwierzęta te są stosunkowo pospolite.

## Status zagrożenia
W Czerwonej księdze gatunków zagrożonych Międzynarodowej Unii Ochrony Przyrody i Jej Zasobów został zaliczony do kategorii LC (ang. least concern ‘najmniejszej troski’).